# Afrarchaea godfreyi
Afrarchaea godfreyi är en spindelart som först beskrevs av Hewitt 1919.  Afrarchaea godfreyi ingår i släktet Afrarchaea och familjen Archaeidae. Inga underarter finns listade i Catalogue of Life.